# Chiềng Cọ
Chiềng Cọ là một xã thuộc thành phố Sơn La, tỉnh Sơn La, Việt Nam.
Xã Chiềng Cọ có diện tích 39,89 km², dân số năm 1999 là 3.536 người, mật độ dân số đạt 89 người/km².